# Жарик (Жарминський район)
Жари́к (каз. Жарық) — село у складі Жарминського району Абайської області Казахстану. Адміністративний центр Жарицького сільського округу.
Населення — 585 осіб (2021; 908 у 2009, 1353 у 1999, 1598 у 1989).
Національний склад станом на 1989 рік:
- казахи — 100 %

До 1992 року село називалось Воронцовка.